# Satariel
Satariel est un groupe suédois de death metal, originaire de Boden. Le nom du groupe est emprunté à la Kabbale.

## Histoire
Le groupe est formé en 1993 à partir des restes des groupes Beheaded et Dawn of Darknes, alors séparés. Il s'agissait notamment du chanteur Pär « Aemelgoth » Johansson, du guitariste Magnus « Azazel » Alakangas et du bassiste Mikael « Asael » Grambacke aka Mikael Degerman. À l'aide d'une boîte à rythmes, ils commencent à travailler sur les premières chansons. Après l'arrivée du batteur Mikael Granqvist, la démo sortie en 1993 intitulée Thy Heavens' Fall est enregistrée. Elle fait participer Mats Öhmalm en tant que guitariste, qui quitte le groupe peu de temps après sa sortie. Grâce à cette démo, Impure Creations Records s'intéresse au groupe, mais le label ne peut conclure de contrat avec le groupe. Andreas « Astaroth » Nilzon rejoint le groupe en tant que nouveau batteur après le départ de Granqvist du groupe en 1995. Le groupe enregistre alors une deuxième démo, mieux produite, intitulée Desecration Black (1994), avec laquelle il ne parvient pas non plus à signer un contrat de disque. Pendant ce temps, le groupe joue avec At the Gates.
En 1995, Fredrik « Thorn » Andersson rejoint le groupe en tant que guitariste et une autre démo est enregistrée avec Hellfuck. La démo Promo 96, qui contient trois chansons, permet au groupe de décrocher un contrat chez Pulverised Records. Le groupe doit également faire une pause pendant un certain temps, car Sundelin et Degerman doivent effectuer leur service militaire. Le travail sur le premier album commence ensuite, avant que Nilzon ne quitte le groupe en 1996 et que le batteur Robert « Zoid » Sundelin ne prenne sa place. Avant l'enregistrement, l'ancien batteur Granqvist est revenu dans le groupe, mais il occupait désormais le poste de deuxième guitariste, qui avait changé plusieurs fois auparavant. Après avoir été enregistré en 1997 aux Sunlight Studios avec le producteur Tomas Skoksberg, l'album sort, après un certain retard, en 1998 chez Pulverised Records sous le nom de Lady Lust Lilith. 
En 1999 et 2000, le groupe n'a qu'une activité modérée, ce qui permet à Robert Sundelin de s'occuper de son projet Deathbound. Johansson rompt le contrat avec Pulverised Records et écrit de nouvelles chansons avec Alakangas pendant l'hiver 2000, qui sont envoyées à différents labels. Le groupe signe ensuite un contrat avec Hammerheart Records. L'album Phobos and Deimos, nommé d'après les lunes martiennes Déimos et Phobos, est enregistré à Uppsala avec le producteur Daniel Bergstrang et sort en février 2002. Messiah Marcolin (ex-Candlemass, Memento Mori) y figure en tant que chanteur invité. La sortie est suivie de quelques concerts et d'une tournée européenne en janvier 2003 avec Impious et Necrophobic. La même année, Johansson et Degerman rejoignent Torchbearer, tout en restant actifs au sein de Satariel, où ils écrivent de nouvelles chansons. Après s'être séparé de Hammerheart Records, le groupe signe un contrat avec Black Lotus Records. 
Fin mars 2004, les travaux pour l'album suivant, intitulé Hydra, commencent aux Dug Out Studios. Daniel Bergstrand est à nouveau le producteur de l'album, cette fois-ci avec l'aide d'Örjan Örnkloo. Les travaux durent six mois au total. Après la fin des travaux, le label dépose le bilan et l'album sort en juin 2005 chez Cold Records/Regain Records. Aux États-Unis, la sortie n'a lieu qu'au printemps 2006. En février 2006, Satariel retourne chez Pulverised Records, où il sort l'EP Chifra en septembre, après avoir terminé les enregistrements en mai de l'année suivante. L'EP contient le premier clip du groupe, réalisé sur la chanson Hogtied Angel. Un peu plus tard, Granqvist annonce son départ, avant que Simon Johansson, qui avait contribué à quelques solos sur Hydra, ne rejoigne le groupe en tant que nouveau guitariste dès le mois suivant. L'enregistrement de l'album White Ink, dont la sortie était initialement prévue pour le printemps 2008 chez Regain Records, s'achève à la fin de l'année, mais ce n'est qu'en 2014 que l'EP Satariel - White Ink : Chapter One, qui constitue la première des trois parties de l'album White Ink qui doit encore être publié.

## Style musical et textes
laut.de écrit à propos du groupe que les chansons des débuts, dans lesquelles la boîte à rythmes était encore utilisée, ressemblaient fortement aux anciennes chansons de Darkthrone. Avec l'arrivée du batteur Mikael Granqvist, le groupe s'éloigne du black metal pour s'orienter vers le death metal. Phobos and Deimos se situe plutôt dans le death metal mélodique. 
Joel McIver classe également le style musical des débuts du groupe dans le black metal dans son livre Extreme Metal II. Daniel Ekeroth écrit dans son livre Swedish Death Metal que le groupe jouait un mélange de death metal old school, de guitares électriques mélodiques et de doom metal, mais que ce mélange manquait un peu d'originalité et sonnait de manière artificielle. Selon Janne Stark dans son livre The Heaviest Encyclopedia of Swedish Hard Rock and Heavy Metal Ever!, on peut entendre sur Phobos and Deimos un death metal techniquement exigeant, puissant et occasionnellement mélodique, qui sonne comme un mélange des débuts de In Flames et des derniers morceaux d'Entombed. L'album serait un mélange de passages très rapides et de passages lents, presque doom metal. Dans sa critique de Phobos and Deimos, Stefan Müller du Metal Hammer déclare qu'à l'exception de quelques vocalises hurlantes, les influences initiales de Darthrone n'étaient plus audibles sur l'album. Au lieu de cela, il y a un mélange de death metal suédois classique et d'éléments modernes qui rappellent plusieurs fois Devin Townsend. Il résume la musique comme un « voyage sonore à plusieurs niveaux, d'In Flames à Strapping Young Lad », avec parfois des influences de metal gothique et de heavy metal. À l'époque de leur album Hydra, Pär Johansson déclare : « Oui, nous avons intégré beaucoup de styles dans notre son. De la lave à la haute vitesse, tout y est. Agressif, dépressif, intense... »
Johansson ne veut pas que le nom de Satariel et son intérêt pour la kabbale, qui se reflète dans les textes du groupe, « fassent naître le cliché d'un groupe occulte et satanique. » Les membres du groupe seraient tous antichrétiens, « mais ils ne veulent pas exagérer cet aspect ou l'exploiter comme une mesure de marketing. C'est puéril. Il faut se concentrer davantage sur la musique. » Avec le groupe, il ne veut « en fait que s'amuser. C'est suffisant pour moi, ni plus, ni moins. » Le titre de l'album Hydra est lié par Johansson au côté obscur de la Kabbale, qu'il identifie de manière simplifiée à Satan,. Le fil rouge qui traverse l'album traite « de la volonté humaine. Qu'est-ce que cette chose abstraite ? La volonté humaine existe-t-elle vraiment ? Ou bien tout ce que nous faisons relève-t-il du destin ? Ou ce que nous interprétons comme notre volonté est-elle peut-être la volonté de Dieu ou même du Malin ? Qu'est-ce qui façonne vraiment notre vie ? Certains de nos textes vont droit au but, d'autres sont un peu plus schématiques. En fin de compte, l'auditeur doit avoir la possibilité d'interpréter lui-même les textes. »

## Discographie
- 1993 : Thy Heavens' Fall (démo)
- 1994 : Desecration Black  (démo)
- 1995 : Hellfuck (démo)
- 1996 : Promo 96 (démo)
- 1998 : Lady Lust Lilith (album, Pulverised Records)
- 2000 : Promo 2000 (démo)
- 2002 : Phobos and Deimos (album, Hammerheart Records)
- 2005 : Hydra (album, Cold Records/Regain Records)
- 2007 : Chifra (EP, Pulverised Records)
- 2014 : Satariel – White Ink: Chapter One (EP)